# Silvia Felipo
Silvia Felipo, född 4 februari 1967, är en andorransk friidrottare. Hon deltog vid olympiska sommarspelen 2000 och olympiska sommarspelen 2004.